# تامی مک‌لود
تامی مک‌لود (انگلیسی: Tommy McLeod; ۲۶ دسامبر ۱۹۲۰ – ۱۶ اوت ۱۹۹۹) بازیکن فوتبال، و سرمربی (فوتبال) اهل بریتانیا بود.
از باشگاه‌هایی که در آن بازی کرده‌است می‌توان به باشگاه فوتبال چسترفیلد و باشگاه فوتبال لیورپول اشاره کرد.